# セイ・ジョルニ・デッレ・ローゼ
セイ・ジョルニ・デッレ・ローゼ（Sei giorni delle Rose。通称:フィオレンツオーラ・ダルダ6日間レース）は、イタリア、フィオレンツオーラ・ダルダで開催されている6日間レースの名称。例年7月上旬頃行われている。

## 歴代優勝ペア
| 年   | 優勝ペア                                                    |
| ---- | ----------------------------------------------------------- |
| 1998 | ジョヴァンニ・ロンバルディ = ブルーノ・リジ                 |
| 1999 | マリオ・チポッリーニ = アンドレア・コッリネッリ             |
| 2000 | アンドレア・コッリネッリ = シルヴィオ・マルティネッロ       |
| 2001 | イヴァン・クワランタ = マルコ・ヴィッラ                     |
| 2002 | マシュー・ギルモア = スコット・マグローリー                 |
| 2003 | フアン・エステバン・クルチェト = ジョヴァンニ・ロンバルディ |
| 2004 | ジョヴァンニ・ロンバルディ = サムエーレ・マルツォーリ       |
| 2005 | マシュー・ギルモア = イルヨ・カイセ                         |
| 2006 | フランコ・マルヴリ = ブルーノ・リジ                         |
| 2007 | フランコ・マルヴリ = ブルーノ・リジ                         |
| 2008 | フランコ・マルヴリ = アレクサンダー・エーシュバッハ         |
| 2009 | アレックス・ラスムセン = ミカエル・メルケフ                 |
| 2010 | アレックス・ラスムセン = ミカエル・メルケフ                 |
| 2011 | ヤコポ・グアルニエリ = エリア・ヴィヴィアーニ               |
| 2012 | フランコ・マルヴリ = トリスタン・マルゲ                     |
| 2013 | シェーン・アーチボルド = ディラン・ケネット                 |
| 2014 | アレックス・ブッタゾーニ = マルコ・コレダン                 |
| 2015 | アレックス・ブッタゾーニ = エリア・ヴィヴィアーニ           |
| 2016 | ミケーレ・スケルテッティーニ = エリア・ヴィヴィアーニ       |
| 2017 | モルガン・クネスキ = ベンジャミン・トーマス                 |
| 2018 | フランチェスコ・ラモーン = リアム・ベルタッツォ             |
| 2019 | ミケーレ・スカルテッツィーニ = ダビデ・プレバーニ           |